# Kaoutar Farkoussi
Kaoutar Farkoussi (* 19. März 1996 in Khémisset) ist eine marokkanische Leichtathletin, die im Langstreckenlauf an den Start geht.

## Sportliche Laufbahn
Erste internationale Erfahrungen sammelte Kaoutar Farkoussi bei den Crosslauf-Weltmeisterschaften 2015 in Guiyang, bei denen sie in der U20-Wertung nach 22:12 min den 35. Platz belegte. 2017 belegte sie bei den Islamic Solidarity Games in Baku in 15:55,72 min den sechsten Platz im 5000-Meter-Lauf und wurde anschließend bei den Arabischen Meisterschaften in Radès in 4:32,29 min Fünfte im 1500-Meter-Lauf. Bei den Spielen der Frankophonie in Abidjan gewann sie dann in 16:01,53 min die Silbermedaille hinter ihrer Landsfrau Soukaina Atanane. Bei den Crosslauf-Afrikameisterschaften 2018 in Ech Cheliff gewann sie mit der Mixed-Staffel die Bronzemedaille und anschließend siegte sie bei den Mittelmeerspielen in Tarragona in 15:52,33 min über 5000 Meter. Bei den Crosslauf-Weltmeisterschaften 2019 in Aarhus gewann sie mit der Mixed-Staffel die Silbermedaille hinter Äthiopien und kurz darauf gewann sie bei den Arabischen Meisterschaften in Kairo in 17:25,08 min die Silbermedaille hinter der Bahrainerin Winfred Mutile Yavi. Auch mit der marokkanischen 4-mal-400-Meter-Staffel konnte sie in 3:49,85 min die Silbermedaille hinter der Mannschaft aus Bahrain gewinnen. Ende August nahm sie erstmals an den Afrikaspielen in Rabat teil und wurde dort in 15:57,90 min Neunte. Im Oktober erreichte sie bei den Militärweltspielen in Wuhan mit 16:01,01 min Rang elf. 2022 gelangte sie bei den Islamic Solidarity Games in Konya mit 17:01,4 min auf den fünften Platz über 5000 Meter. Im Jahr darauf gewann sie bei den Arabischen Meisterschaften in Marrakesch in 16:25,15 min die Silbermedaille hinter ihrer Landsfrau Rahma Tahiri. Im August gewann sie bei den Spielen der Frankophonie in Kinshasa in 15:57,91 min ebenfalls die Silbermedaille hinter Tahiri und sicherte sich über 10.000 Meter in 33:11,67 min die Silbermedaille hinter ihrer Landsfrau Soukaina Atanane. Im Oktober wurde sie bei den Straßenlauf-Weltmeisterschaften in Riga nach 1:10:40 h 20. im Halbmarathon. Bei den Crosslauf-Weltmeisterschaften 2024 in Belgrad belegte sie in 23:08 min den vierten Platz in der Mixed-Staffel und im August wurde sie bei den Olympischen Sommerspielen in Paris in 2:31:34 h 39. im Marathon.
In den Jahren 2018 und 2022 wurde Farkoussi marokkanische Meisterin im 5000-Meter-Lauf.

## Persönliche Bestleistungen
- 1500 Meter: 4:13,35 min, 9. Juni 2019 in Rehlingen
- 2000 Meter: 5:48,06 min, 11. Juni 2019 in Montreuil
- 3000 Meter: 9:46,20 min, 9. April 2017 in Kenitra
  - 3000 Meter (Halle): 9:10,50 min, 9. Februar 2018 in Eaubonne
- 5000 Meter: 15:34,02 min, 21. Juni 2019 in Carquefou
- 10.000 Meter: 32:35,85 min, 26. Juni 2022 in Rabat
- Halbmarathon: 1:10:35 h, 29. Oktober 2023 in Luzern
- Marathon: 2:25:35 h, 21. April 2024 in Rabat